# 30. октобар
30. октобар (30.10.) је 303. дан године по грегоријанском календару (304. у преступној години). До краја године има још 62 дана.

## Догађаји
- 1485 — Крунисањем Хенрија VII окончани су енглески Ратови ружа.
- 1791 — По окочању Аустријско-турскog ратa (1788-1791), хабзбуршка војска предаје Шабац Османлијама.
- 1864 — Потписан Бечки мир којим је Данска принуђена да Пруској препусти покрајине Шлезвиг, Холштајн и Лауенбург.
- 1905 — Током Прве руске револуције руски цар Николај II Александрович Романов „Октобарским манифестом“ понудио шире бирачко право, изабран парламент са законодавном влашћу и гаранцију грађанских слобода.
- 1918 — Капитулацијом Турске, која је у Први светски рат ушла 1914. на страни Централних сила, престала да постоји Отоманска империја.
- 1922 — Два дана после Марша на Рим Бенито Мусолини формирао прву фашистичку владу у Италији.
- 1938 — Орсон Велс је својим радијским извођењем драме Рат светова Херберта Џорџа Велса изазвао панику код дела слушалаца у САД.
- 1961 — Совјетска хидрогенска Цар бомба, најјаче нуклеарно оружје које је икада детонирало, је испробана изнад Нове Земље у Северном леденом океану.
- 1974 — Нокаутом над Џорџом Форманом Мухамед Али се у 32. години вратио боксу.
- 1975 — 
  - Принц Хуан Карлос преузео вођство Шпаније од тешко оболелог диктатора Франсиска Франка.
  - Код Прага се срушио авион Даглас DC-9 југословенске компаније Инекс-Адрија, у ком је погинуло 75 путника, чехословачких туриста који су се враћали са летовања на Јадрану.
- 1990 — Кина објавила резултате пописа становништва према ком њена популација 1,013 милијарди људи.
- 1995 — Са 50,6% гласова „за“ становници Квебека изјаснили се на референдуму против независности те канадске провинције.
- 1998 — На основу споразума представника Војске Југославије и НАТО, потписаног 15. октобра, авиони НАТО почели мисију надгледања ваздушног простора Косова под називом „Орлово око“.
- 2000 — Судија Врховног суда Шпаније, његов телохранитељ и возач убијени, још 35 особа повређено у експлозији аутомобила-бомбе у Мадриду, за коју су осумњичени припадници баскијског сепаратистичког покрета ЕТА.
- 2001 — Лондонски клуб поверилаца смањио Југославији дуг за 600 милиона долара, са 2,8 на 2,2 милијарде.

## Рођења
- 1735 — Џон Адамс, амерички државник. (прем. 1826)
- 1762 — Андре де Шеније, француски писац. (прем. 1794)
- 1839 — Алфред Сисли, енглеско-француски сликар. (прем. 1899)
- 1871 — Пол Валери, француски пјесник. (прем. 1945)
- 1885 — Езра Паунд, амерички пјесник. (прем. 1972)
- 1906 — Ђузепе Фарина, италијански аутомобилиста. (прем. 1966)
- 1931 — Ђорђе Марјановић, српски певач.  (прем. 2021)
- 1932 — Луј Мал, француски редитељ, сценариста и продуцент. (прем. 1995)
- 1932 — Божидар Тимотијевић, српски књижевник, песник и новинар. (прем. 2001)
- 1934 — Милић од Мачве, српски сликар. (прем. 2000)
- 1939 — Грејс Слик, америчка музичарка и уметница, најпознатија као певачица група Jefferson Airplane, Jefferson Starship и Starship.
- 1941 — Теодор В. Хенш, немачки физичар, добитник Нобелове награде за физику (2005).
- 1948 — Звонимир Зоричић, хрватски глумац. (прем. 2015)
- 1949 — Леон Рипи, амерички глумац.
- 1953 — Чарлс Мартин Смит, амерички глумац, редитељ, и сценариста.
- 1957 — Кевин Полак, амерички глумац и комичар.
- 1960 — Дијего Армандо Марадона, аргентински фудбалер и фудбалски тренер. (прем. 2020)
- 1961 — Зоран Туцић, српски ликовни уметник и архитекта.
- 1964 — Жан-Марк Босман, белгијски фудбалер.
- 1966 — Зоран Милановић, хрватски политичар и правник, премијер Хрватске (2011—2016).
- 1966 — Абу Мусаб ел Заркави, јордански герилац и терориста. (прем. 2006)
- 1967 — Илија Лупулеску, српско-амерички стонотенисер.
- 1970 — Нија Лонг, америчка глумица.
- 1973 — Адам Копланд, канадски глумац и рвач.
- 1978 — Џерод Хендерсон, амерички кошаркаш.
- 1981 — Морис Бејли, америчко-јамајкански кошаркаш
- 1981 — Иванка Трамп, амерички модел.
- 1982 — Клеманс Поези, француска глумица и модел.
- 1986 — Томас Моргенштерн, аустријски ски-скакач.
- 1991 — Томаш Саторански, чешки кошаркаш.
- 1994 — Душан Кутлешић, српски кошаркаш.
- 1996 — Девин Букер, амерички кошаркаш.
- 1997 — Предраг Васић, српски глумац.

## Смрти
- 1757 — Осман III, султан Османлијског царства
- 1830 — Петар I Петровић Његош, црногорски владика.
- 1895 — Тоша Анастасијевић, српски глумац. (рођ. 1851)[1]
- 1902 — Јован Пачу, српски композитор и пијаниста (рођ. 1847)
- 1910 — Анри Динан, швајцарски филантроп.
- 1959 — Пио Бароха, шпански књижевник (рођ. 1872)
- 1975 — Густав Лудвиг Херц, њемачки физичар и добитник Нобелове награде за физику 1921.
- 1977 — Густав Крклец, хрватски књижевник (рођ. 1899)[2]
- 1999 — Ратко Чолић, југословенски фудбалер. (рођ. 1918)
- 2002 — Рудолф Бручи, хрватски композитор (рођ. 1917)
- 2007 — Срђан Мркушић, српски фудбалер и тренер. (рођ. 1915)
- 2013 — Јанош Тот, српски глумац.
- 2017 — Милан Радуловић, српски књижевник и писац.
- 2020 — Амфилохије Радовић, митрополит црногорско-приморски.

## Празници и дани сећања
- 1817 — Симон Боливар основао прву независну владу Венецуеле.
- 1869 — Извођењем алегоријске слике Ђорђа Малетића „Посмртна слава кнеза Михаила“, у Београду отворена нова зграда Народног позоришта, изграђена по пројекту Александра Бугарског.
- 1918 — Словачка прогласила одвајање од Мађарске и уједињењем с Чешком формирала Чехословачку, прву државу створену после распада Аустроугарске у Првом светском рату.
- 1973 — Пуштен у саобраћај мост на Босфору који повезује Европу и Азију.
- Српска православна црква данас прославља
  - Свети пророк Осија
  - Преподобномученик Андреј Критски